# Носовичи (Волынская область)
Носовичи (укр. Носовичі) — село в Олыкской поселковой общине Луцкого района Волынской области Украины.
До 2020 года входило в Киверцовский район.
Код КОАТУУ — 0721882902. Население по переписи 2001 года составляет 315 человек. Почтовый индекс — 45264. Телефонный код — 3365. Занимает площадь 0,648 км².